# Заоникиево
Заоникиево — разъезд в Вологодском районе Вологодской области.
Входит в состав Прилукского сельского поселения, с точки зрения административно-территориального деления — в Прилукский сельсовет.
Расстояние по автодороге до районного центра Вологды — 22 км, до центра муниципального образования Дорожного — 7 км. Ближайшие населённые пункты — Семёнково-2, Борилово-2, Великое.
По переписи 2002 года население — 3 человека.